# 瓦尔德维斯
瓦尔德维斯（法語：Waldwisse，法語發音：[valdvis]；洛林法兰克语：Waldwiss、Wiiss）是法国摩泽尔省的一个市镇，位于该省北部，属于蒂永维尔区。

## 地理
瓦尔德维斯（49°24'49"N, 6°31'47"E）面积11.74 平方千米，位于法国大東部大區摩泽尔省，该省份为法国东北部内陆省份，是洛林的一部分，西南接默尔特-摩泽尔省，东临下莱茵省，北与卢森堡和德国接壤。
与瓦尔德维斯接壤的市镇（或旧市镇、城区）包括：弗拉斯特罗夫、格兰多尔比赞、劳恩斯特罗夫、雷默兰。
瓦尔德维斯的时区为UTC+01:00、UTC+02:00（夏令时）。

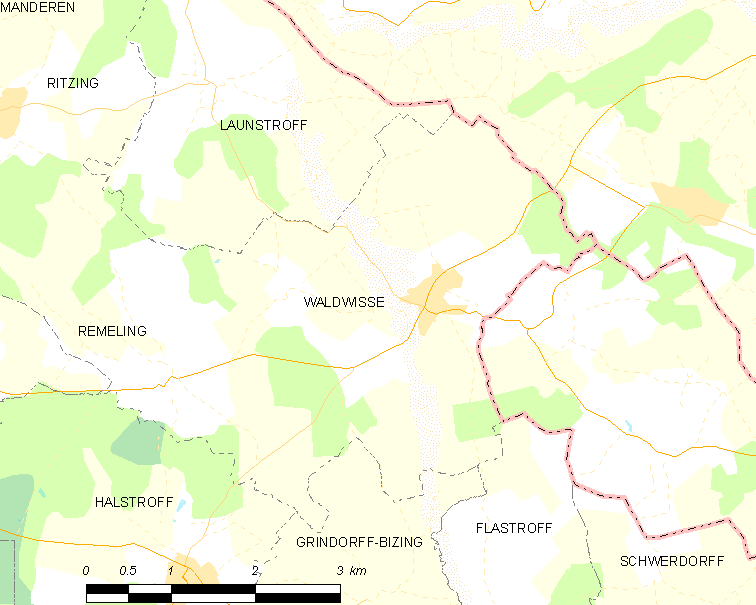
瓦尔德维斯的OSM定位图

## 行政
瓦尔德维斯的邮政编码为57480，INSEE市镇编码为57740。

## 政治
瓦尔德维斯所属的省级选区为布宗维尔县。

## 人口

1962-2008年间瓦尔德维斯人口变化图示

瓦尔德维斯于2022年1月1日时的人口数量为804人。